# Naoki Wako
Naoki Wako (japanisch 輪湖 直樹 Wako Naoki; * 26. November 1989 in der Präfektur Ibaraki) ist ein japanischer Fußballspieler.

## Karriere
Wako erlernte das Fußballspielen in der Jugendmannschaft von Kashiwa Reysol. Seinen ersten Vertrag unterschrieb er 2008 bei Ventforet Kofu. Der Verein spielte in der zweithöchsten Liga des Landes, der J2 League. Für den Verein absolvierte er 38 Ligaspiele. 2010 wechselte er zum Ligakonkurrenten Tokushima Vortis. Für den Verein absolvierte er 20 Ligaspiele. 2012 wechselte er zum Ligakonkurrenten Mito HollyHock. Für den Verein absolvierte er 58 Ligaspiele. 2014 wechselte er zum Erstligisten Kashiwa Reysol. Für den Verein absolvierte er 89 Erstligaspiele. 2018 wechselte er zum Zweitligisten Avispa Fukuoka nach Fukuoka. Ende 2020 wurde er mit dem Verein Vizemeister und stieg in die erste Liga auf.

## Erfolge
Avispa Fukuoka
- J2 League: 2020 (Vizemeister)  ▲